# Gifu
Gifu (jap. 岐阜市  Gifu-shi) – miasto w Japonii, ośrodek administracyjny prefektury Gifu, na wyspie Honsiu (Honshū), na północ od Nagoi. 

## Położenie
Miasto leży niemal w centrum Japonii, około 250 km na zachód od Tokio i 140 km na wschód od Osaki. Położone jest w północnej części równiny Nōbi, przez którą przepływają rzeki: Nagara, Kiso, Ibi (zwane łącznie: „trzema rzekami Kiso”, gdyż w swoim dolnym biegu na przemian łączą się i rozdzielają). 
Najwyższym szczytem, usytuowanym w środku miasta, jest wzgórze Kinka (dawniej Inaba) o wysokości 329 m n.p.m.

## Historia
Historia miasta jest związana z działalnością Nobunagi Ody (1534–1582). Zamek Gifu pełnił rolę jego bazy w podboju kraju. Zapraszał znaczących gości, bawiąc ich pokazami połowów z kormoranami na rzece Nagara. Port Kawara (ob. część miasta) był centrum handlowym, które wspierało ambicje Nobunagi.
Kawara nad rzeką Nagara była w okresie Edo (1603–1868) ruchliwym portem dla handlarzy drewnem i papierem. Stare domy drewniane, liczące około 120 lat, pozostają nienaruszone. Oprócz sklepów o długiej tradycji, przekazywanych z pokolenia na pokolenie, wiele domów jest obecnie kawiarniami.

## Trzy chramy
Na terenie miasta znajdują się trzy chramy shintō, których bóstwa mają związek rodzice-dziecko: Inaba (ojciec), Kogane (matka) i Kashimori (dziecko). Odwiedzanie tych trzech sanktuariów jest zwyczajem od czasów Edo. Mówi się, że wizyta we wszystkich trzech chramach przynosi szczęście rodzinie.

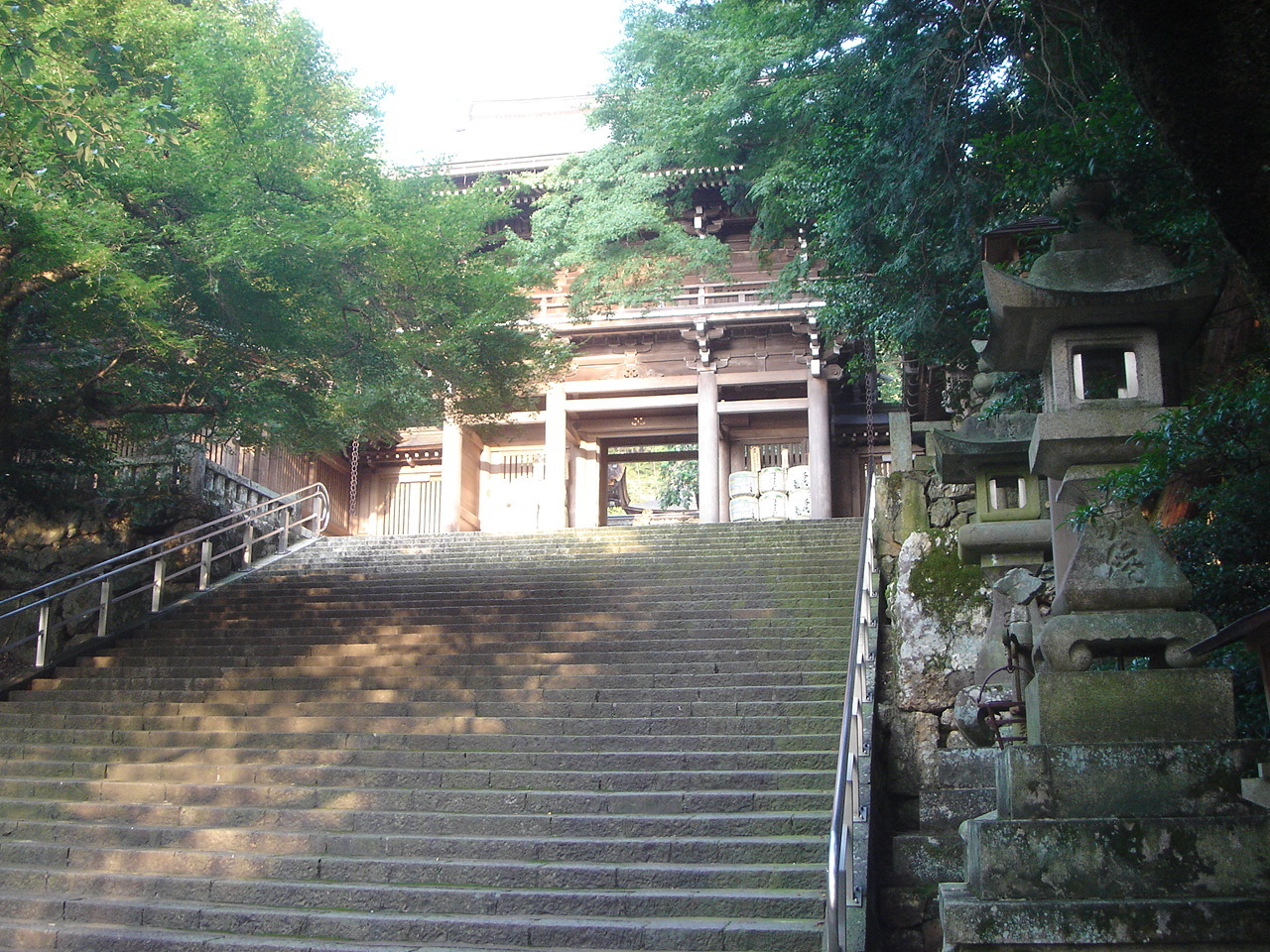
Chram Inaba
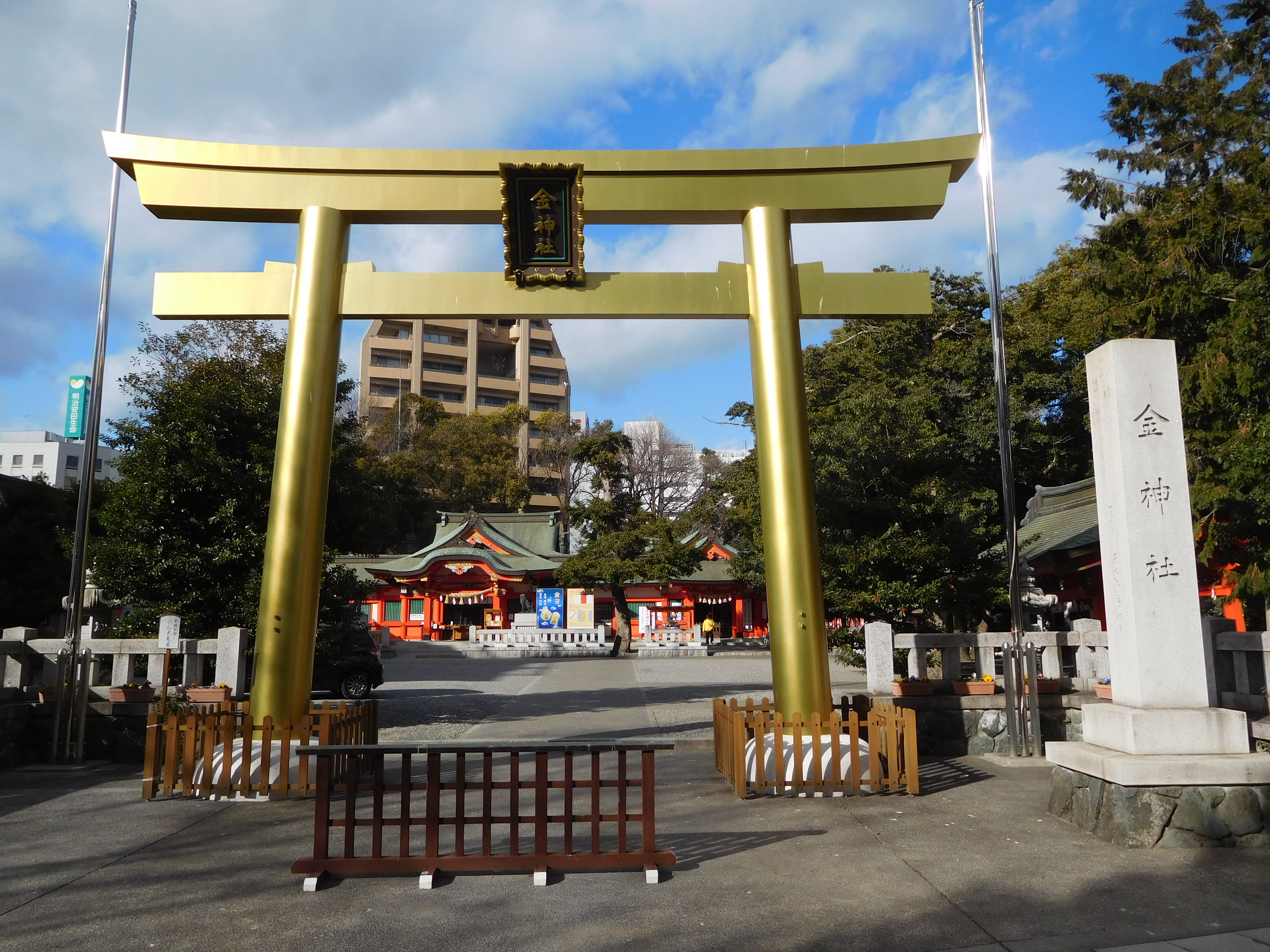
Złota brama torii chramu Kogane
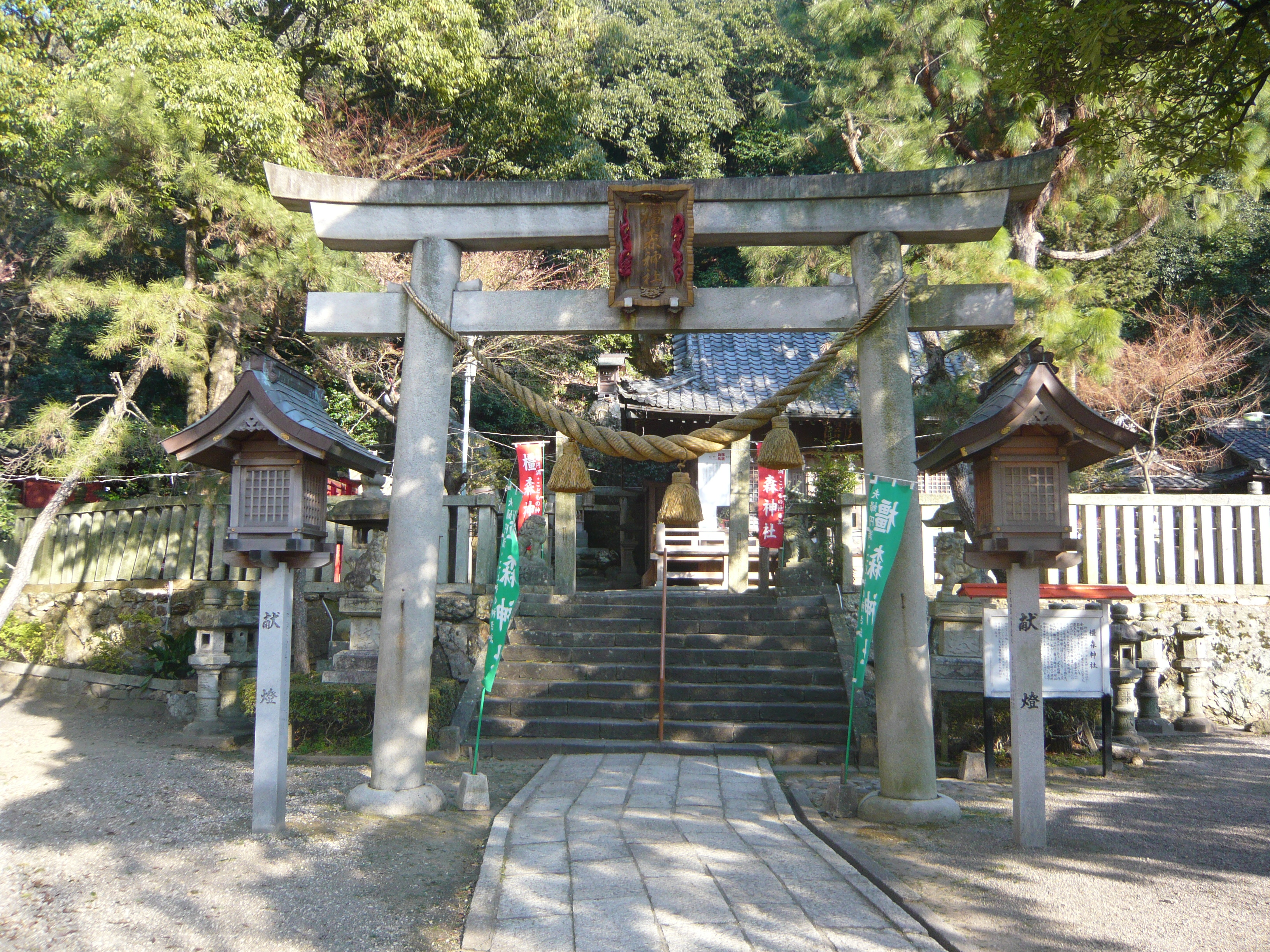
Chram Kashimori

## Gospodarka
W mieście rozwinął się przemysł włókienniczy, chemiczny, maszynowy, lotniczy, papierniczy, szklarski oraz rzemieślniczy.

## Galeria

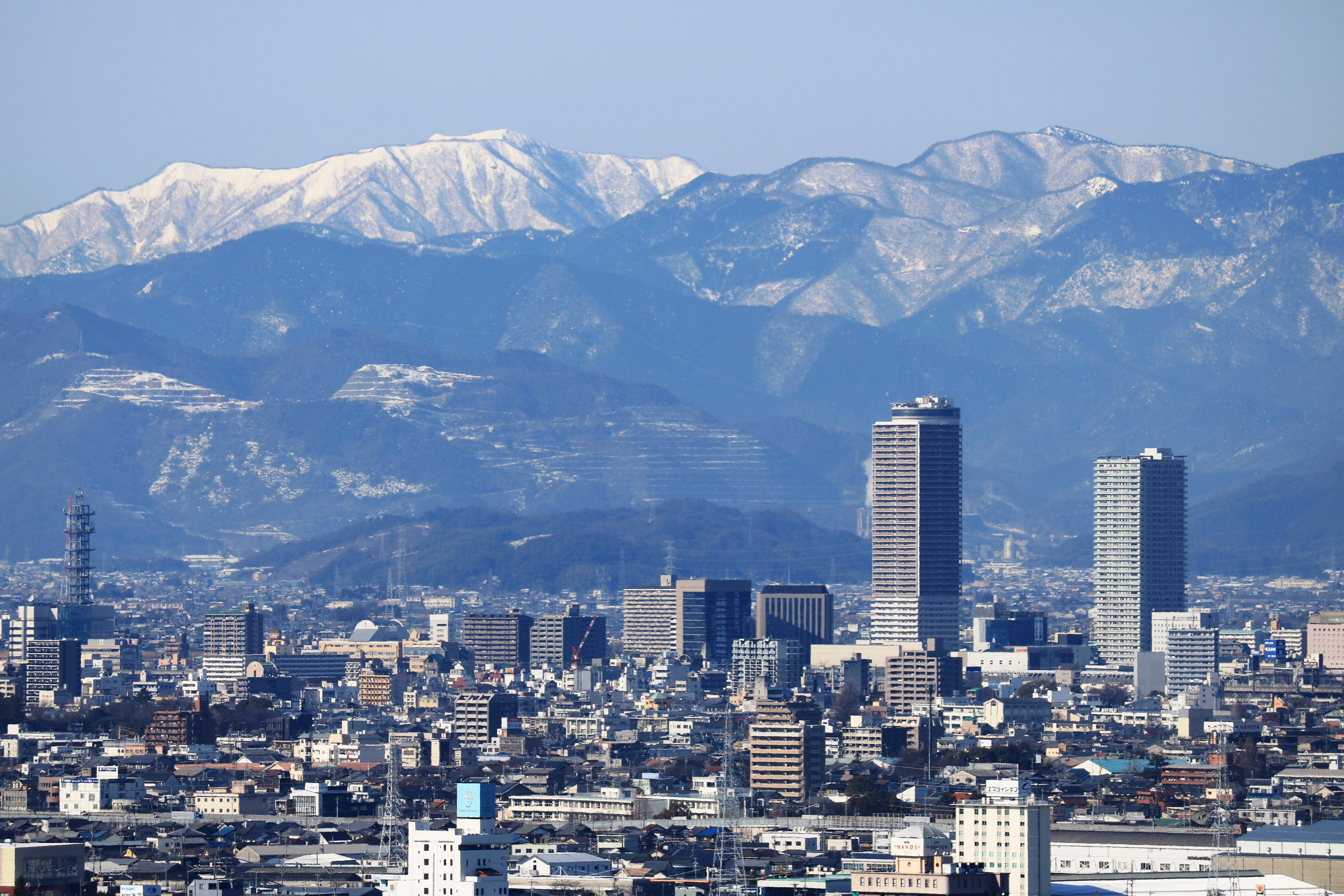
Panorama miasta, w głębi szczyt Hanabusa, w paśmie Ryōhaku
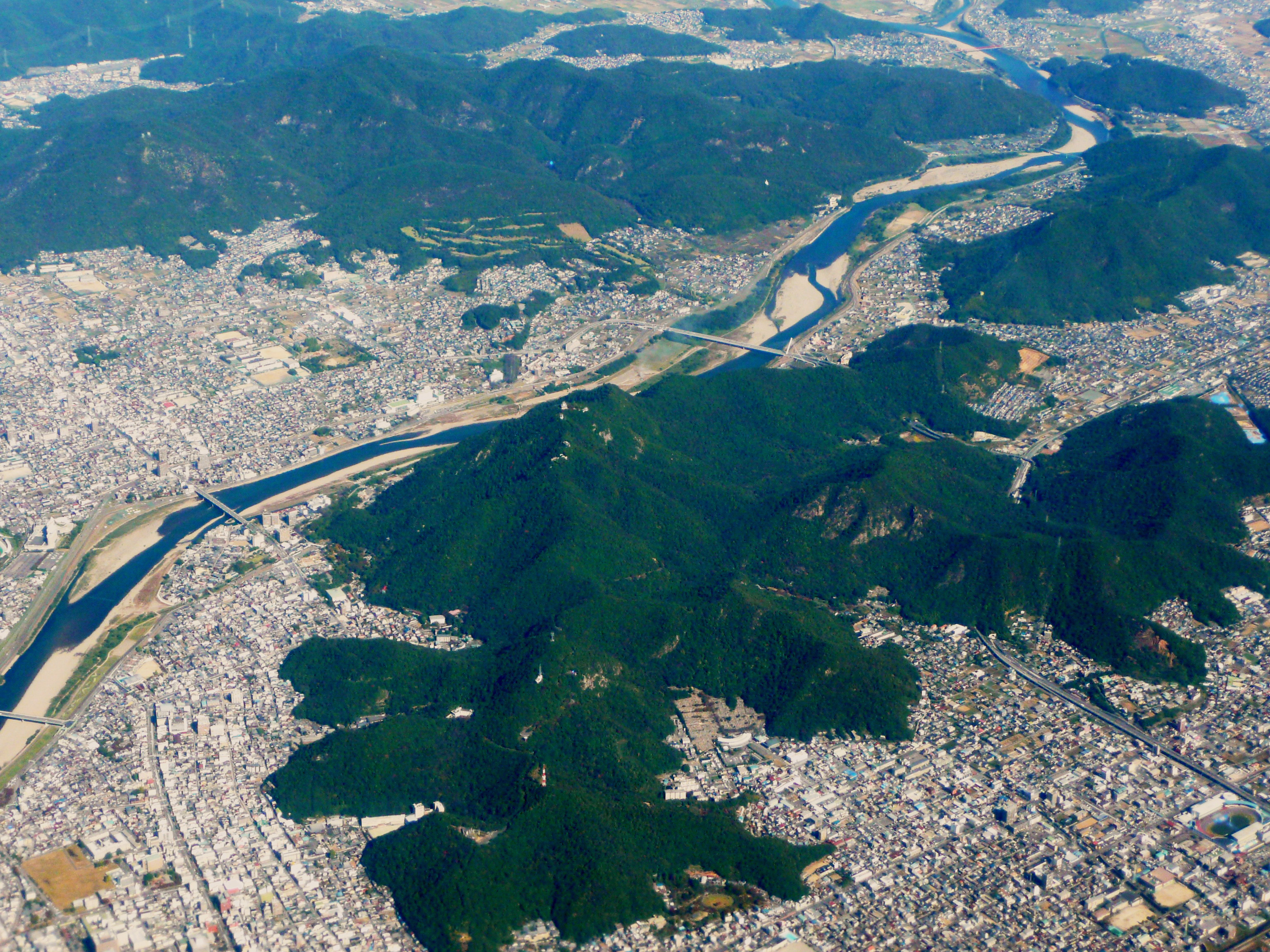
Góra Kinka w centrum miasta, rzeka Nagara
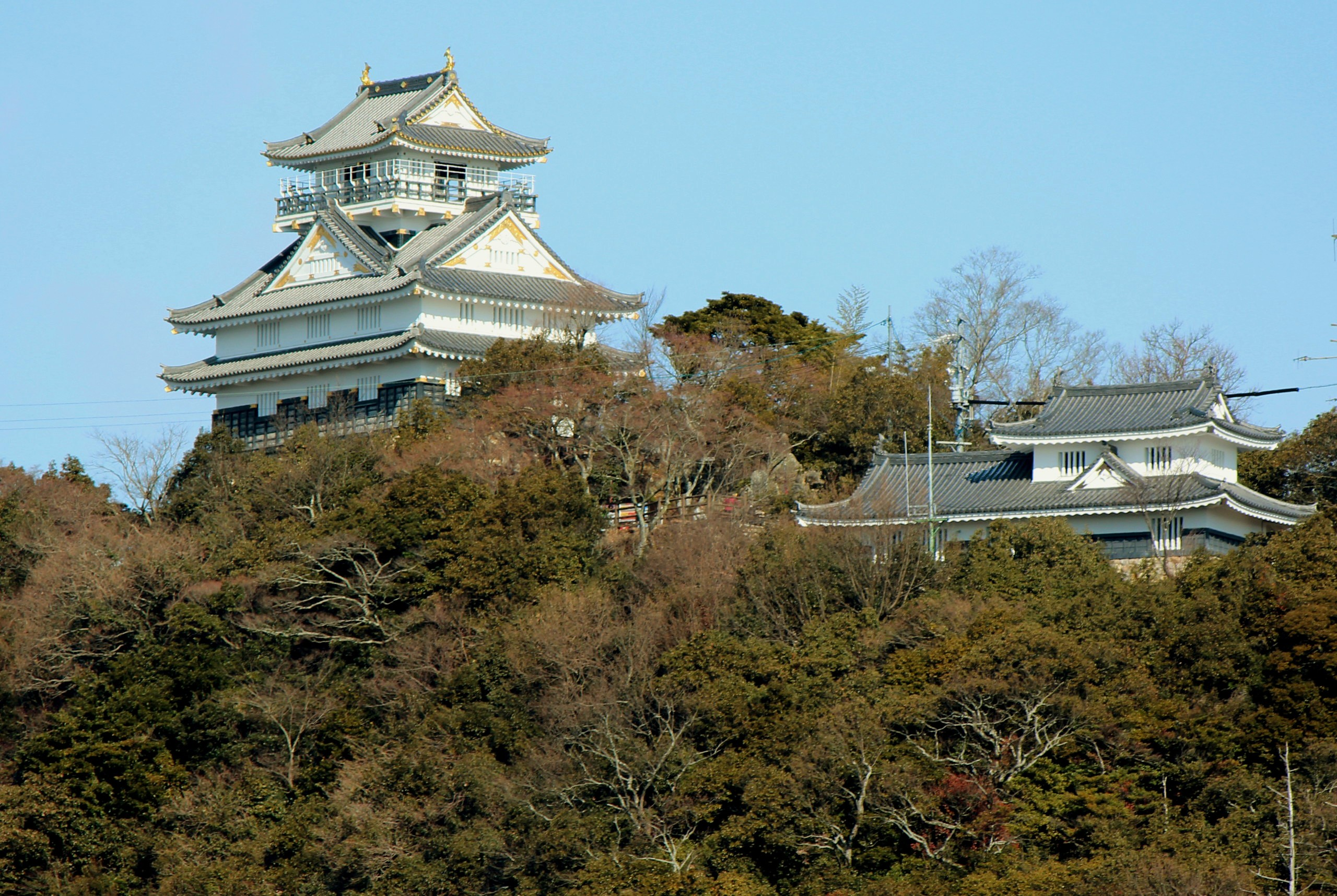
Zamek Gifu (na szczycie góry Kinka)
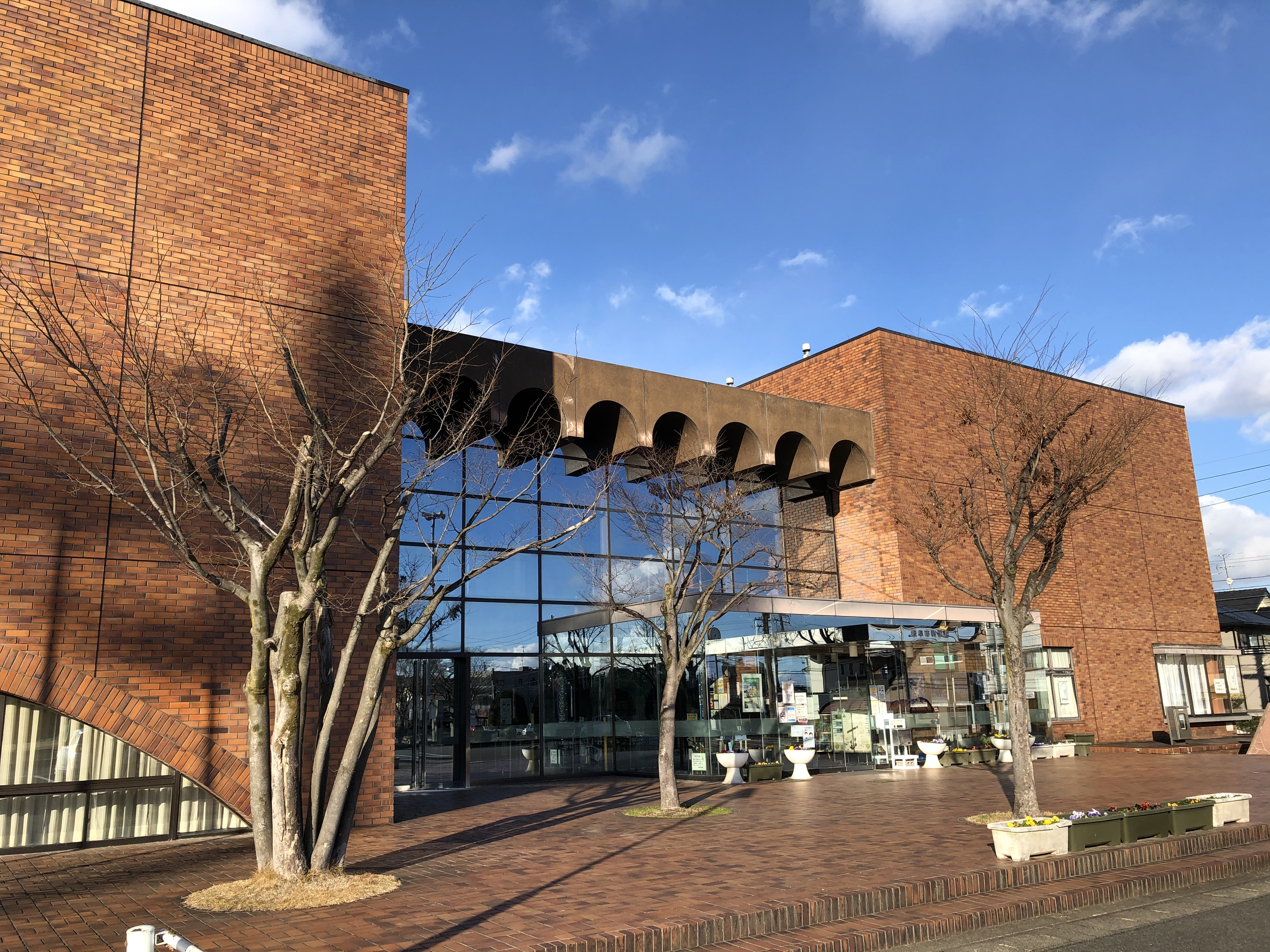
Gifu City Science Museum
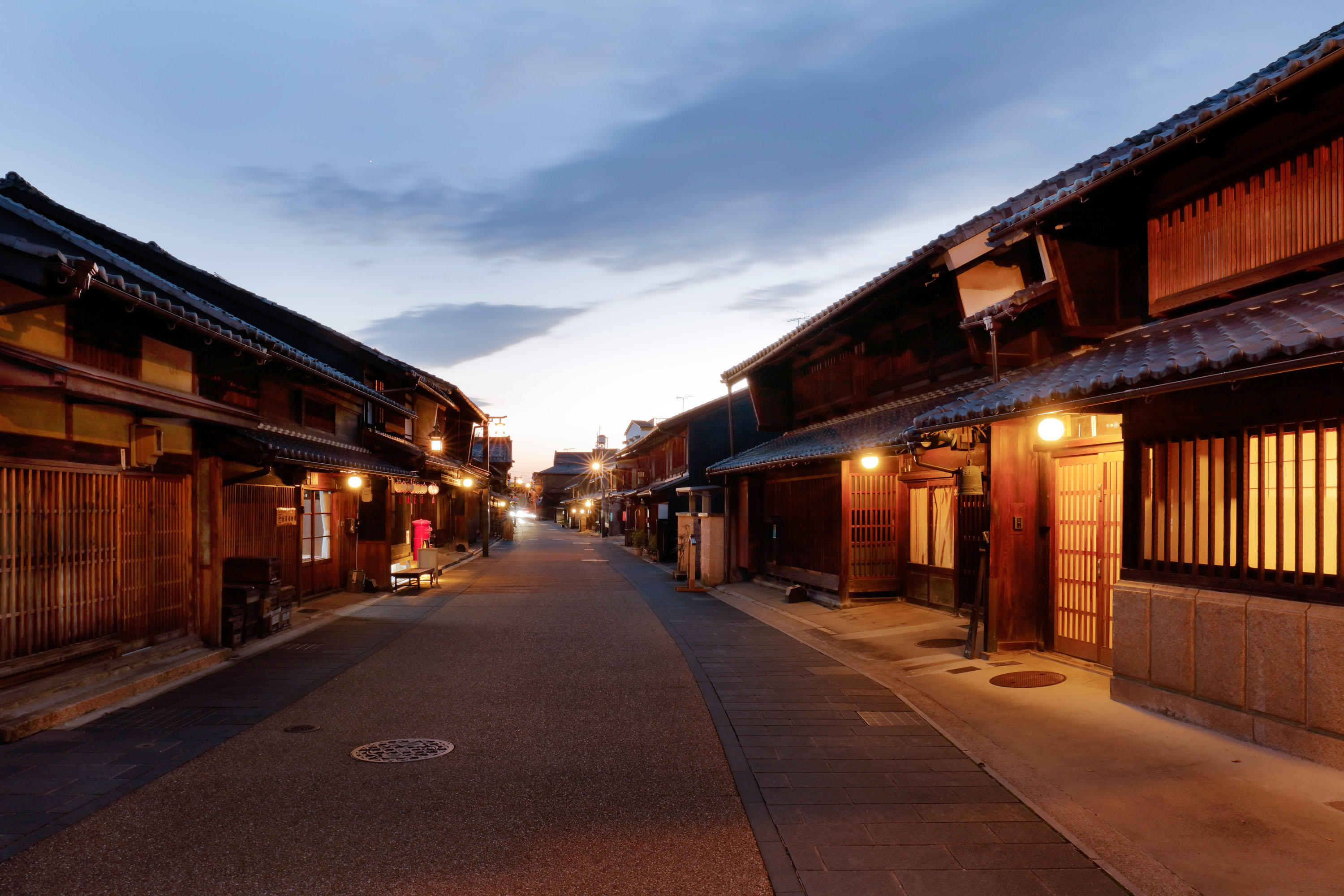
Główna ulica Kawara-machi